# Giovanni Battista Garove
Giovanni Battista Garove oder Garovi (* 1624 in Bissone; † nach 1690 in Berlin?) war ein italienisch-schweizerischer Stuckateur des Frühbarocks. 

## Leben
Giovanni Garove war Sohn des Simone Garove, eines Stuckateurs aus Bissone. Hedwig Eleonora von Schleswig-Holstein-Gottorf, die Gemahlin von König Karl X. Gustav, berief ihn nach Schweden, wo er ab 1662 Schloss Drottningholm bei Stockholm erbaute. Das Innere und die Fassade gestaltete er ab 1667 zusammen mit seinem Bruder Carlo Garove. In den Jahren 1672–1673 schuf er neun Stuckdecken im Palast des Generalmajors Thomas van der Noot in Stockholm.
Ab 1675 lebte er in Deutschland, wo er als Caroveri bekannt wurde. Sicher spielten dabei die Beziehungen von Königin Hedwig Eleonora zu ihren deutschen Verwandten eine Rolle; ihre Mutter war Maria Elisabeth, Tochter des sächsischen Kurfürsten Georg I. 1677–1679 wirkte er in Schloss Neu-Augustusburg in Weißenfels, wo in zwei Räumen und in der Schlosskapelle seine Stuckdekorationen erhalten sind. 
Im Jahr 1679 arbeitete Garove zusammen mit Bartolomeo Quadri aus Agno in Schloss Christiansburg in Nordostthüringen. 1681 realisiert er Stuckdecken in der Alten Handelsbörse von Leipzig und 1682 zusammen mit Giovanni Simonetti im Großen Treppenhaus des Berliner Stadtschlosses (ausgebrannt im Februar 1945; ein Fragment davon ist im Kunstgewerbemuseum Schloss Köpenick ausgestellt). 1683–1684 schuf er unter dem sachsen-coburg-altenburgischen Herzog Friedrich I. im Gothaer Schloss Friedenstein Stuckarbeiten im Festsaal sowie in den Empfangs- und Wohnräumen. 
Zusammen mit Bartolomeo Quadri 1683–1687 realisierte er sodann Stuckarbeiten in der Schlosskirche zu Eisenberg, die als die prunkvollste Barockkirche in Thüringen gilt. In Schloss Köpenick in Berlin schuf er 1684–1690 zusammen mit Giovanni Simonetti 29 Stuckdecken, darunter diejenige im Wappensaal.